# François Thury
François Thury (* 25. Mai 1806 in Morges; † 31. März 1872 ebenda) war ein Schweizer Politiker. Von 1851 bis 1857 gehörte er dem Nationalrat an.

## Biografie
Thury war nach der Schulzeit als Kaufmann tätig und übernahm später die Eisenwarenhandlung seines Vaters. Er gehörte zusammen mit seinem Schwiegersohn Henri Reymond und Rodolphe Soutter (beide ebenfalls aus Morges) zu den führenden Vertretern des Schweizerischen Volksvereins, einem Vorläufer der heutigen FDP. Ebenso war er mit Louis-Henri Delarageaz befreundet, einem der Anführer der radikalliberalen Revolution von 1845 im Kanton Waadt. Von 1850 bis 1853 amtierte er als stellvertretender Präfekt des Bezirks Morges.
Thury kandidierte bei den Nationalratswahlen 1851 und wurde im Wahlkreis Waadt-West gewählt. Sechs Jahre später trat er als Nationalrat zurück. Thury distanzierte sich zunehmend von Delarageaz, der im Waadtländer Staatsrat eine dominierende Stellung innehatte, und schloss sich schliesslich der linken Opposition unter Jules Eytel an. Seine Bemühungen trugen 1862 zum Sturz Delarageaz’ Regierung bei. Von 1865 bis 1866 sass er im Grossen Rat.